# Río Ubangui

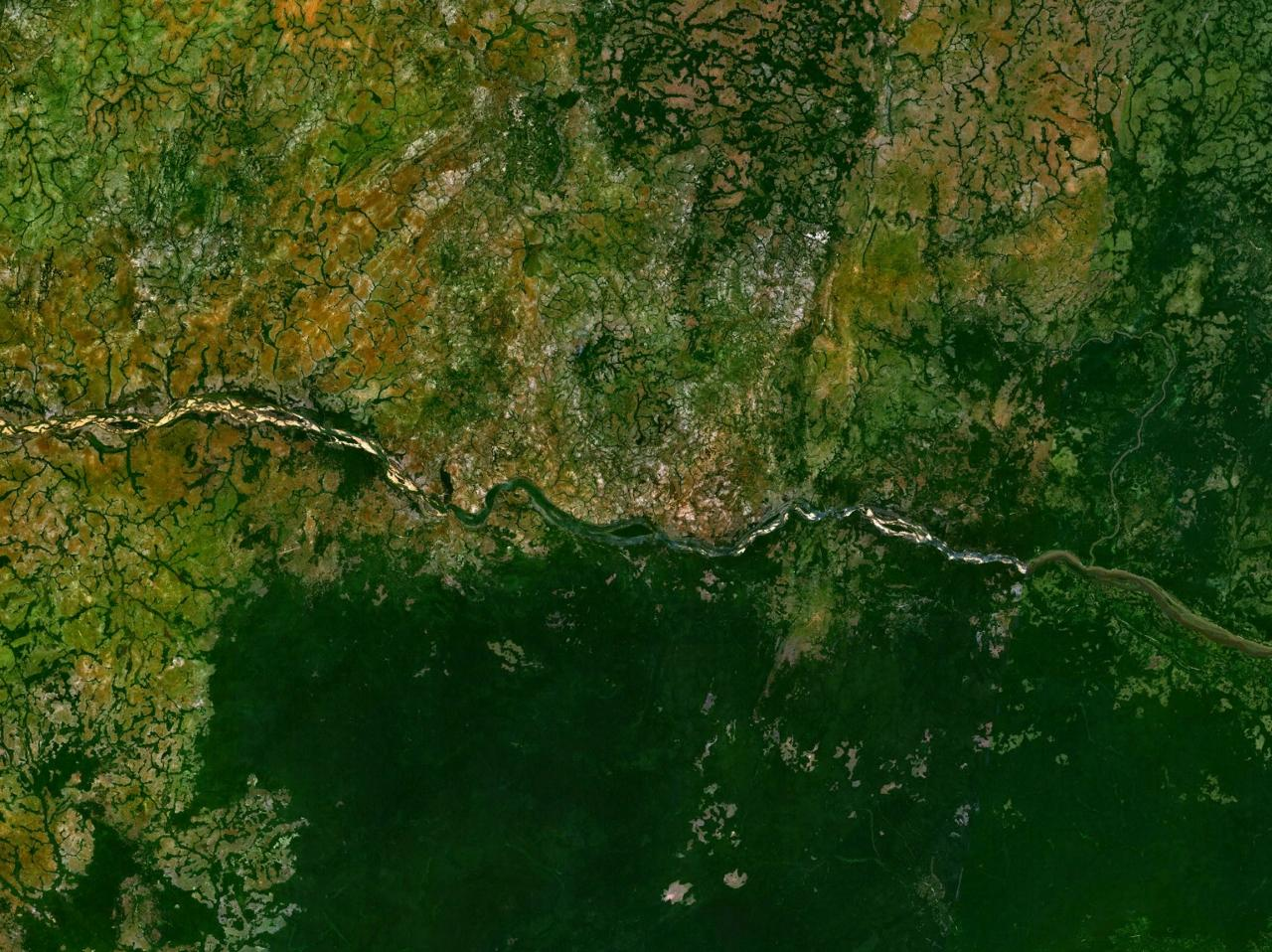
Foto de satélite del río Ubangui.

El río Ubangui o Ubangi (alfabeto internacional africano) es un largo río del África central, uno de los principales afluentes del río Congo que nace de la confluencia de dos grandes ríos, el Mbomou y el Uele. El Ubangui tiene una longitud de 1120 km, aunque si se considera el sistema fluvial Ubangui-Uele, llega hasta los 2272 km, que lo sitúan entre los 60 ríos más largos de la Tierra. Drena una gran cuenca de 754 830 km², que también lo coloca entre las 50 mayores cuencas del mundo.

## Geografía
El río Ubangui surge de la confluencia de los ríos Mbomou y Uele y desde su nacimiento sirve como frontera natural entre la República Centroafricana, al norte, y la República Democrática del Congo (RDC), al sur. El río fluye hacia el oeste durante 350 km. Luego gira hacia el suroeste y pasa por Bangui, la capital de la República Centroafricana y la ciudad más importante de todo su curso (684 190 hab. en 2005). Después el río se dirige al sur y aún continúa siendo frontera otro tramo de unos 100 km más. Luego sigue el mismo rumbo al sur siendo frontera, está vez entre la RDC, al este, y la República del Congo, al oeste, un tramo de unos 500 km que finaliza al desaguar por la margen derecha en el río Congo.
El río es navegable aguas abajo desde Bangui y existen servicios regulares de transbordadores y gabarras desde Kisangani y Brazzaville.
Las principales ciudades que atraviesa a lo largo de su curso, en dirección aguas abajo, son: Kemba, Yakoma, Limassa, Ngalo, Satéma, Mobaye, Mobayi-Mbomgi, Kouango, Sidi, Pandu, Gele, Bangui, Bétou, Dongo, Dongou, Impfondo, Buburu e Irebue, en la desembocadura. 

### Afluentes
El río Ubangui se forma por dos fuentes:
- río Bomu, que llega por la margen derecha, con 966 km de longitud, una cuenca de 156 950 km² y un caudal medio de 1130 m³/s; tiene como principales afluentes a los ríos Mbokou, Ouara, Chinko (420 km), Mbari, Asa y Bili.
- río Uele, por la izquierda, con 1210 km de longitud, una cuenca de 135 000 km² y un caudal de 1530 m³/s; formado por la confluencia de los ríos Dungu y Kibali y que tiene como afluentes a los ríos Bomokandi y Uere.

El Ubangui tiene como principales afluentes, en sentido aguas abajo, los siguientes:
- río Kotto, por la margen derecha, de unos 820 km de longitud, una cuenca de 80 000 km² y un caudal medio de 447 m³/s;
- río Ouaka, por la derecha, de 550 km de longitud;
- río Mpoko, por la derecha, 350 km de longitud, una cuenca de 26 000 km² y un caudal 103 m³/s; tiene como principal afluente al río Pama (236 km);
- río Lobaye, por la derecha, 520 km de longitud, una cuenca de 33 000 km² y un caudal 321 m³/s;
- Lua-Deké, por la izquierda;
- río Ibenga, por la derecha;
- río Motabe, por la derecha;
- río Giri, por la izquierda;

## Hidrometría
El caudal del río se ha observado durante 84 años (1911-94) en Bangui, capital de la República Centroafricana situada a unos 600 km aguas arriba de su confluencia con el río Congo y a una altitud de 336 m. En Bangui, el caudal medio anual observado en ese período fue de 4092 m³/s para una zona drenada de unos 523 000 km², es decir, dos terceras partes de la totalidad de la cuenca del río (que son 754 830 km²).
La lámina de agua que discurre en la cuenca alcanzó la cifra de 258 mm por año, que puede considerarse satisfactoria, aunque abundante en el clima de sabana y bosque ecuatorial imperante en la mayor parte de su cuenca.
| Caudal medio mensual del río Ubangui en la estación hidrométrica de Bangui (en m³/s. Datos calculados en el período de 84 años, 1911-1994) |
| |

## Historia
El río Ubangui, también conocido como "Oubangui," es uno de los mayores afluentes del río Congo en África Central. Desempeña un papel crucial en la geografía, ecología e historia humana de la región. Su curso y su importancia ofrecen una visión profunda del entramado ambiental y cultural de África Central.
El río Ubangui se forma por la confluencia de los ríos Mbomou y Uele, que se encuentran cerca de la localidad de Yakoma, en la República Centroafricana. Desde allí, el río fluye hacia el oeste antes de girar hacia el sur, formando una frontera natural entre la República Democrática del Congo (RDC) y la República del Congo. Tras recorrer aproximadamente 1,060 kilómetros (660 millas), el Ubangui se une al río Congo cerca de la ciudad de Mbandaka, contribuyendo significativamente a su enorme caudal de agua.
La historia del río está estrechamente ligada a los asentamientos humanos que han prosperado a lo largo de sus orillas durante siglos. Grupos indígenas, incluidos los pueblos Zande y Banda, han habitado históricamente la región. Estas comunidades desarrollaron formas de vida sostenibles, confiando en el río para la pesca, la agricultura y el comercio. El río sirvió como una arteria vital para el transporte, conectando a diversos grupos y facilitando el intercambio de bienes y prácticas culturales.

### La época colonial y el río Ubangui
La exploración europea del río Ubangui comenzó a finales del siglo XIX, durante el período conocido como la "Repartición de África." Exploradores como Wilhelm Junker y Georg August Schweinfurth se aventuraron en la región, trazaron mapas del río y documentaron su potencial para la navegación. Estas exploraciones coincidieron con las Conferencias de Berlín (1884-1885), donde las potencias europeas dividieron África en zonas de influencia, definiendo las fronteras coloniales que en muchos casos correspondieron con ríos como el Ubangui.
En la década de 1890, la región del río Ubangui quedó bajo la influencia de dos imperios coloniales: el francés y el belga. La orilla norte del Ubangui, que hoy corresponde a la República Centroafricana y la República del Congo, quedó bajo control francés como parte de la colonia conocida como África Ecuatorial Francesa (AEF). Mientras tanto, la orilla sur pasó a formar parte del Estado Libre del Congo, un dominio personal del rey Leopoldo II de Bélgica.
El control del Estado Libre del Congo estuvo marcado por la brutalidad. La región del Ubangui no fue ajena a las atrocidades cometidas en el marco de la extracción masiva de caucho, marfil y otros recursos. Los pueblos indígenas fueron sometidos a trabajos forzados extremos, castigos físicos y destrucción de sus formas de vida tradicionales. En contraste, en la parte francesa, aunque las condiciones eran ligeramente menos severas, también hubo una explotación intensiva de recursos mediante sistemas de concesión que obligaban a los habitantes locales a producir caucho y otros bienes bajo el control de empresas europeas.
El río Ubangui también se convirtió en una vía de transporte clave durante la época colonial, facilitando el movimiento de recursos desde las zonas más remotas hasta los puertos fluviales y, finalmente, al comercio marítimo internacional. Las ciudades de Bangui, Brazzaville y Mbandaka comenzaron a crecer alrededor de estas rutas fluviales, consolidándose como centros administrativos y comerciales coloniales.
En 1910, la región del Ubangui fue formalmente incorporada a África Ecuatorial Francesa, y en 1920 se creó el Territorio de Ubangui-Chari, que más tarde se convertiría en la actual República Centroafricana. Por otro lado, la región belga se integró al Congo Belga en 1908, tras la presión internacional que llevó al rey Leopoldo II a ceder el control de su dominio personal al Estado belga.
El legado colonial del río Ubangui fue profundo y duradero. Las fronteras políticas establecidas por los colonizadores no solo definieron los territorios actuales, sino que también influyeron en los patrones de desarrollo económico y las tensiones políticas de la región. La explotación intensiva del río y su entorno dejó cicatrices tanto ecológicas como sociales, cuyos efectos todavía se sienten hoy en día.

### Importancia contemporánea
En la era posterior a la independencia, el río Ubangui ha seguido desempeñando un papel central en la vida económica y social de la región. Es un importante corredor de transporte, que permite el movimiento de bienes y personas entre áreas remotas y centros urbanos. Además, el río es una fuente vital de agua para la agricultura, la pesca y proyectos hidroeléctricos, fundamentales para los medios de vida de millones de personas.
Sin embargo, los desafíos ambientales, como la deforestación, la contaminación y el cambio climático, han puesto en peligro los ecosistemas del río. Por ello, la protección y gestión sostenible del río Ubangui son esenciales para garantizar su futuro y el bienestar de las comunidades que dependen de él.
Además de su importancia económica y ecológica, el río Ubangui tiene un valor cultural y simbólico. Sigue siendo una fuente de inspiración para el arte, la música y el folclore de las comunidades que viven a lo largo de sus orillas. Su presencia perdurable refleja tanto los desafíos como la resiliencia de las personas que dependen de él, convirtiéndolo en una parte esencial del patrimonio natural e histórico de África Central.

## Proyecto de reposición del lago Chad

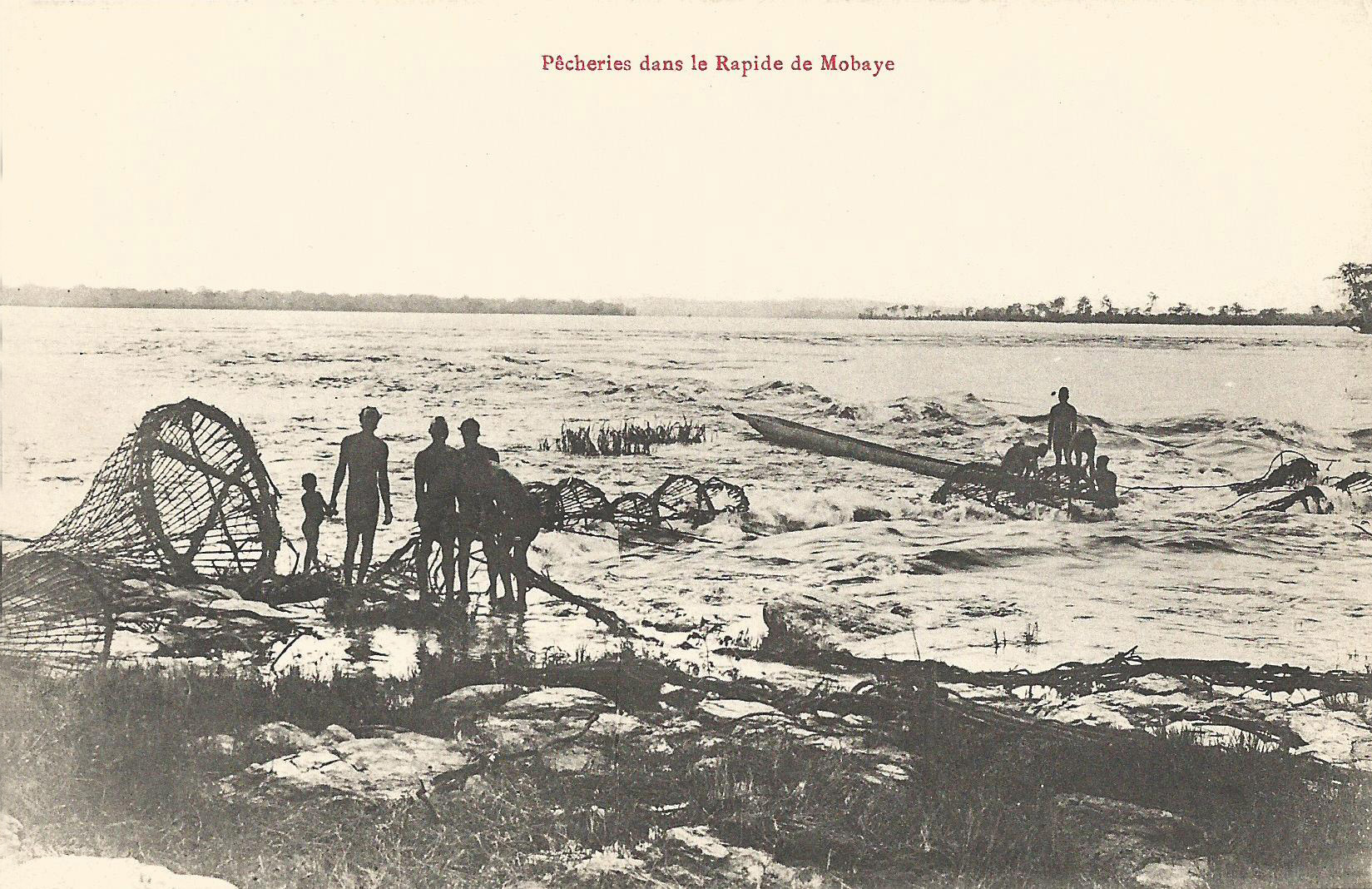
Pesca en el río Ubangui a su paso por Mobaye, hacia finales del.

En la década de 1960 se propuso un plan para desviar las aguas del Ubangi al río Chari. Según el plan, denominado Transaqua, el agua del Ubangi revitalizaría el lago Chad y proporcionaría un medio de vida mediante la pesca y la mejora de la agricultura a decenas de millones de centroafricanos y sahelianos. En los años 80 y 90, el ingeniero nigeriano J. Umolu y la empresa italiana Bonifica propusieron planes de trasvase de agua entre cuencas
En 1994, la Comisión de la Cuenca del Lago Chad (LCBC) propuso un proyecto similar y, en una cumbre celebrada en marzo de 2008, los jefes de Estado de los países miembros de la LCBC se comprometieron con el proyecto de trasvase. En abril de 2008, el LCBC publicó una solicitud de propuestas para un estudio de viabilidad sobre el proyecto.

## Ortografía
En la RDC se emplea la grafía Ubangi, de acuerdo con las normas del alfabeto internacional africano. En la República del Congo, se utiliza la grafía Oubangui, según las normas francesas de ortografía.

## Flora y fauna
El río Ubangui, al igual que gran parte de África Central, es un punto caliente ecológico con una red de vida compleja e interdependiente. Los esfuerzos de conservación son cruciales para preservar su biodiversidad, especialmente dado el impacto de la deforestación, la contaminación y el cambio climático.

### Flora
Hay proliferación de plantas acuáticas tales como nenúfares que son comunes en muchos ríos africanos y proporcionan hábitat para varias especies acuáticas; también se encuentran juncos y hierbas que crecen a lo largo de las orillas del río y son importantes para estabilizar el suelo y proporcionar hábitat.
Aunque no son típicos del Ubangui, los manglares se encuentran en otras partes de la cuenca del Congo, y una vegetación riparia similar puede estar presente; se observan también bosques de llanura fluvial que son ricos en biodiversidad e incluyen árboles como la caoba y varias especies de palmas.
La selva tropical circundante alberga una vasta variedad de especies de plantas, incluyendo árboles imponentes, arbustos y numerosos tipos de enredaderas. Árboles notables incluyen especies de los géneros Ceiba, Pterocarpus y Afzelia.

### Fauna
El río Ubangui alberga una variedad de especies de peces, incluyendo diversas especies de pez gato como el pez gato gigante, que puede crecer bastante, la tilapia del Nilo de importancia ecológica y económica; aunque no son estrictamente peces, los pangolines se encuentran en las orillas del río y se alimentan de insectos acuáticos.
El río es loja también diversos anfibios y reptiles, numerosas especies de ranas se encuentran en la región, muchas de las cuales están adaptadas al ambiente húmedo y acuático; el cocodrilo del Nilo, una de las especies más grandes de cocodrilos, está presente en el río; y varias especies de tortugas incluyendo la tortuga africana de casco.
En sus costas habitan águilas pescadoras que cazan peces en las aguas del río; también moran reyes pescadores, conocidos por su plumaje brillante y sus habilidades de caza; y garza y egrets comúnmente encontrados vadeando en las aguas poco profundas.
En cuanto a maíferos los hipopótamos aunque son más comunes en ríos más grandes, a veces se pueden encontrar en partes del Ubangui; también se observa la presencia de primates como el mono de cola roja y varios tipos de monos colobos se pueden encontrar en la selva circundante.

## El río Ubangui, como vía para el Programa Mundial de alimentos
El Programa Mundial de Alimentos (PMA) inauguró una nueva ruta de entrega utilizando el río Ubangui para acelerar la entrega de alimentos a la República Centroafricana. En 2020, el PMA realizó el primer envío de asistencia alimentaria en la República Centroafricana, país sin litoral, con barcazas navegando por el río Ubangui desde la República del Congo vecina. Esta nueva ruta desde Brazzaville hasta Bangui ofrece una alternativa y un complemento a las rutas existentes, permitiendo que la ayuda alimentaria llegue más rápidamente a la República Centroafricana y contribuyendo a salvar vidas.
«La capacidad de utilizar el río Ubangui durante la temporada de lluvias permite que el PMA tenga una ruta adicional de julio a diciembre de cada año, que es más rápida, no requiere escoltas militares y puede transportar una gran cantidad de suministros vitales de alimentos», declaró el director interino del PMA en el país, Samir Wanmali.
La mayoría de la carga comercial y humanitaria que llega a la República Centroafricana se canaliza a través del puerto de Douala, en el vecino Camerún, sin embargo, la congestión en este corredor de suministro, junto con el inicio de la estación de lluvias. , la débil infraestructura vial y los incidentes de seguridad a lo largo de la ruta de Douala a Bangui, han provocado retrasos en la recepción de suministros, dificultando la capacidad del PMA de apoyar a las personas vulnerables.
Las necesidades humanitarias en la República Centroafricana están en aumento, especialmente a causa de la pandemia de la COVID-19, que ha agravado las vulnerabilidades existentes de las poblaciones afectadas. personas. Sin embargo, la operación del PMA en la República Centroafricana se ve afectada por importantes déficits de financiación, lo que limita su capacidad para satisfacer las necesidades urgentes de alimentación y nutrición en el país.